# Carolina Dynamo
Carolina Dynamo – amerykański klub piłkarski z Browns Summit w stanie Karolina Północna, występujący w USL Premier Development League. Występuje na stadionie Macpherson Stadium w odległości 10 mil na północ od miasta Greensboro. Do 1996 nazywał się Greensboro Dynamo.

## Sukcesy
- Mistrz USL PDL Southeast Division: 2007
- Mistrz USL PDL Regular Season: 2006
- Mistrz USL PDL South Atlantic Division: 2006
- Mistrz USL PDL Eastern Conference: 2004
- Mistrz USL PDL Mid Atlantic Division: 2004
- Mistrz USL Pro Select/Soccer League Southern Division: 2003
- Mistrz USISL Select League South Atlantic Division: 1996
- Mistrz USISL: 1994
- Mistrz USISL Atlantic Division: 1994
- Mistrz USISL Champions: 1993
- Mistrz USISL Atlantic Division: 1993

## Znani gracze
- Yari Allnutt
- Glen Collins
- Stern John
- Aidan Murphy
- Jon Busch
- Randi Patterson
- Darryl Roberts
- Robert Rosario
- Khano Smith
- Osei Telesford
- Marcus Tracy

## Trenerzy
- Joe Brown od 2003 do 2010